# Luis Alaminos
Luis Alaminos Guerrero (Nerja, provincia de Málaga, España, 1930-Tuxtla Gutiérrez, Chiapas, 2000) fue pintor, maestro hispanomexicano, promotor de diversas disciplinas de enseñanza artística e impulsor del teatro en Chiapas, dirigiendo alrededor de 60 obras.

## Biografía

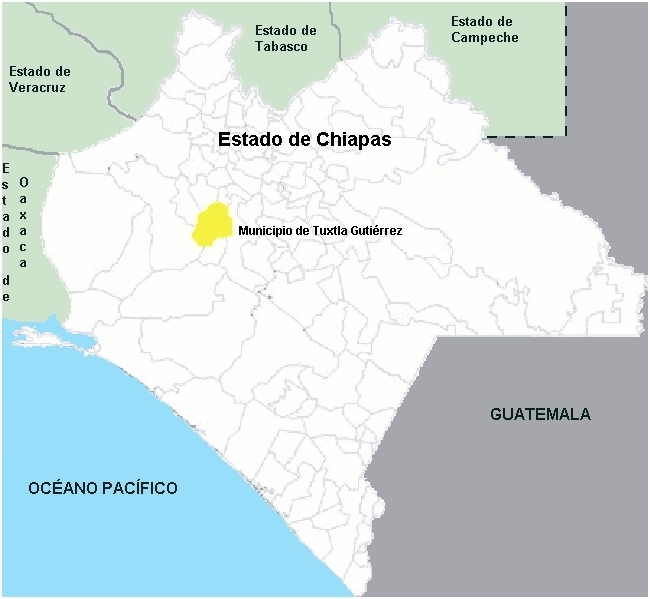
Tuxtla Gutiérrez fue el sitio donde Luis Alaminos pasó la mayor parte de su vida y realizó la mayoría de su trabajo.

Luis Alaminos nació el 29 de octubre de 1930 en la localidad española de Nerja. Cuando era pequeño, como su padre participó en la Guerra civil del lado republicano, tuvo que huir. Se trasladaron primero a la República Dominicana y luego se mudaron a la Ciudad de México en donde primero estudió en el Instituto Luis Vives y luego entró a la Academia de San Carlos para llevar a cabo la carrera de maestro en artes plásticas. 
El 21 de junio de 1953 llegó a Tuxtla Gutiérrez, Chiapas, donde trabajó con Antonio Montero montando obras de teatro. Fue formador de los actuales directores escénicos que dirigen grupos teatrales. Trabajó en el Instituto de Ciencias y Artes de Chiapas (ICACH), luego Universidad de Ciencias y Artes de Chiapas (UNICACH) y fue director del Grupo de Teatro del Estado.
En el ICACH conoció a Marta Arévalo Osorio con quien se casó. Ambos fueron una pareja en el ámbito familiar, como en el artístico. Fueron padres de la Arqueóloga Marta Alaminos Arévalo y del Médico Veterinario Zootecnista Luis Enrique Alaminos Arévalo. Entre los muchos alumnos que tuvo Luis Alaminos en el ICACH destaca el reconocido pintor y escultor chiapaneco Reynaldo Velázquez. 
Durante casi 50 años de trabajo en Chiapas, puso en escena alrededor de 80 obras de teatro. Entre ellas:
- Frontera junto al mar, de José Mancisidor (Ateneo Experimental, 1954)
- Luces de Carburo, de Federico S. Inclán (Grupo de teatro experimental, 1955)
- La Bola, de Emilio Rabasa, 1956
- Sueño de una noche de verano, de William Shakespeare (grupo de teatro del ICACH, 1967)
- El Tejedor de Milagros, de Hugo Argüelles (Grupo de teatro del ICACH, 1968)
- Volpone El Zorro, de Ben Jonson (Grupo de teatro ICACH, 1972)
- Nadie es dueño de un burro, cuento de B Traven adaptado por el propio Alaminos en 1988.

Como pintor, Luis Alaminos Guerrero es un ícono de la vida artística contemporánea de Chiapas, en sus obras refleja un estilo de realismo expresionista influenciado por su entorno y las posturas políticas de compromiso social: mujeres y hombres, cuerpos alargados, escenas de la vida cotidiana y seres mitológicos caracterizados por tonos muy azules.
Luis Alaminos falleció en la localidad de Tuxtla Gutiérrez (Chiapas) el 19 de marzo del año 2000. Sus cenizas se colocaron en el Mausoleo de la Esperanza ubicado en Tuxtla Gutiérrez.

## Distinciones y premios
- Premio Nacional de Teatro junto con su esposa Marta Arévalo Osorio y el Grupo de teatro del ICACH con la obra La Rebelión de los Colgados de B. Traven (1968)
- Premio Chiapas en Artes (1988)
- Exposición-homenaje de su obra pictórica en Tuxtla Gutiérrez (1998)
- La Casa de la Cultura de la cultura de Tuxtla Gutiérrez lleva su nombre
- Festival Luis Alaminos Guerrero organizado por la UNICACH.